# Miroslav Fiedler
Miroslav Fiedler (* 7. April 1926 in Prag; † 20. November 2015) war ein tschechischer Mathematiker, bekannt für Beiträge zur Linearen Algebra und algebraischen Graphentheorie.

## Leben
Fiedler gewann schon als Schüler einen Problemlösungs-Wettbewerb einer mathematischen Zeitschrift und studierte ab 1945 Mathematik und Physik an der Karls-Universität Prag. Für eine Arbeit über ebene algebraische Kurven bei Bohumil Bydžovský (1880–1969) erhielt er 1950 einen Dr. rer. nat. (Rerum Naturalium Doctor) Danach forschte er am Zentralinstitut für Mathematik in Prag bei Eduard Čech, das bald darauf der Akademie der Wissenschaften zugeordnet wurde. 1955 wurde er für seine Dissertation Die Geometrie des Simplex (Tschechisch) promoviert (Kandidatentitel). Danach arbeitete er nicht nur über Geometrie, sondern auch Matrizentheorie und Graphentheorie nebst Anwendung in der Optimierung und habilitierte 1963 (Doktortitel im damaligen System). 1965 wurde er Mathematikprofessor an der Karls-Universität Prag.
1964 war er am Caltech, 1969/70 und 1979/80 an der Auburn University und 1984 und 1987 an der University of South Carolina.
1973 benutzte er die Eigenwerte der Laplace-Matrix von Graphen um den Zusammenhang von Graphen zu beschreiben, was viele Anwendungen fand.
1993 erhielt er den Hans-Schneider-Preis für Lineare Algebra. 1978 erhielt er mit Vlastimil Pták dem tschechoslowakischen Nationalpreis und 1985 die Bernard Bolzano Goldmedaille. 2006 erhielt er den De Scientia et Humanitate Optime Meritis der tschechischen Akademie der Wissenschaften.
Er war Mitglied der Gelehrten Gesellschaft der tschechischen Republik und Ehrenmitglied der Union tschechischer Mathematiker und Physiker.

## Schriften
- mit Karel Culik, Vaclav Dolezal: Kombinatorische Analyse in der Praxis (Tschechisch), 1967
- mit J. Zemánek: Ausgewählte Probleme der Mathematikolympiaden (Tschechisch), Prag 1976
- Matrices and graphs in Geometry, Cambridge University Press 2011
- Special matrices and their applications in numerical mathematics, 1986, Dover 2008 (tschechisches Original 1981)
- mit Josef Nedoma, Jaroslav Ramik, Jiri Rohn, Karel Zimmermann: Linear optimization problems with inexact data, Springer 2006
- Algebraic connectivity of graphs, Czechoslovak Math. J., Band 23, 1973, S. 298–305.
- Laplacian of graphs and algebraic connectivity, Combinatorics and Graph Theory, Band  25, 1989, S. 57–70.